# John J. Dempsey
John Joseph Dempsey, född 22 juni 1879 i White Haven, Pennsylvania, död 11 mars 1958 i Washington DC, var en amerikansk demokratisk politiker. Han var ledamot av USA:s representanthus 1935-1941 och 1951-1958 samt guvernör i delstaten New Mexico 1943-1947.
Han inledde 1919 sin karriär inom oljeindustrin i Oklahoma och flyttade året därpå till New Mexico. Han blev 1928 verkställande direktör för United States Asphalt Company.
Efter tre mandatperioder i representanthuset bestämde sig Dempsey 1940 att kandidera till USA:s senat, men han blev inte nominerad. Han tjänstgjorde som biträdande inrikesminister 1941-1942. Efter tiden som guvernör försökte Dempsey på nytt att kandidera till senaten men lyckades inte vinna demokraternas primärval den gången heller. Dempsey lyckades 1950 att bli invald i representanthuset på nytt och han avled som kongressledamot. Hans grav finns på Rosario Cemetery i Santa Fe, New Mexico.